# VMware Inc.
VMware Inc. è una società per azioni, dal 2023 sussidiaria di Broadcom, con quartier generale a Palo Alto (California) e centri di sviluppo a Palo Alto, San Francisco, Cambridge (Massachusetts) e a Bangalore, nello Stato del Karnataka.

## Storia
La società è stata fondata nel 1998; del 2004 è il suo acquisto da parte di EMC Corporation. L'8 luglio 2007 Intel è entrata nel suo capitale societario acquisendone il 2.5% con 218 milioni di dollari.
Il 30 luglio 2007 Cisco Systems ha annunciato l'acquisto dell'1.6% delle azioni ordinarie di "VMware Inc." con un esborso di 150 milioni di dollari e sia "Cisco" che "VMware Inc." hanno anche annunciato degli accordi di collaborazione.
Il 14 agosto 2007 "VMware Inc." è stata quotata al New York Stock Exchange con un prezzo di partenza di 29 dollari statunitensi. A fine giornata la quotazione finale era di 55 dollari rendendo questo come l'IPO di maggior successo dal tempo della quotazione in borsa di Google.
Il 15 gennaio 2008 VMware acquisisce Thinstall, società leader nella pacchettizzazione delle applicazioni, e crea un nuovo prodotto basato su questa tecnologia: North Star, che darà vita in seguito al software ThinApp.
Il 24 febbraio 2014 VMware acquisisce Airwatch, società leader nella gestione dei dispositivi mobili e crea una nuova piattaforma per lo Unified Endpoint Management denominata VMware Workspace One.
Nel 2016 insieme al resto delle società parte di EMC Corporation, confluisce in Dell Technologies mantenendo la quotazione in borsa.
Nel novembre 2023 Broadcom acquisisce VMware per 61 miliardi di dollari.

## Acquisizioni
| Data annuncio    | Azienda                             | Descrizione | Note                        |
| ---------------- | ----------------------------------- | --- | --------------------------- |
| 2005             | Asset Optimization Group            | Azienda specializzata in soluzioni per il capacity planning. | [ 8 ]                       |
| 2006             | Akimbi Systems                      | Azienda specializzata nel Lab Management | [ 9 ]                       |
| 2007             | Propero                             | VDI solution provider. | [ 10 ]                      |
| 2008             | B-hive Networks                     | VMware ha acquisito questa startup israeliana per un importo non specificato. Dopo l'acquisizione VMware ha aperto una sede di R&D in Israele                                                              | [ 11 ]                      |
| 2008             | Blue Lane Technologies              | | [ 12 ]                      |
| 26 Novembre 2008 | Tungsten Graphics                   | Azienda specializzata nello sviluppo di driver per l'accelerazione grafica 3D | [ 13 ]                      |
| 10 Agosto 2009   | SpringSource                        | | [ 14 ] [ 15 ]               |
| 12 Gennaio 2010  | Zimbra                              | Azienda specializzata in soluzioni di Open Collaboration. | [ 16 ]                      |
| 2010 maggio 6    | GemStone Systems                    | Incorporata nella divisione SpringSource | [ 17 ]                      |
| 2011             | SlideRocket                         | Azienda specializzata nello sviluppo di applicazioni SaaS. VMware ha poi venduto SlideRocket a ClearSlide il 5 Marzo 2013.                                                                                 | [ 18 ] [ 19 ]               |
| 2011             | Socialcast                          | Enterprise Social Networking and Collaboration. | [ 20 ] [ 21 ]               |
| 2011             | PacketMotion                        | Soluzione per il monitoraggio del network incorporata nella soluzione VMware vCloud Networking | [ 22 ] [ 23 ]               |
| 2012 maggio 22   | Wanova                              | Azienda specializzata in soluzione per la gestione degli endpoint Windows. Il prodotto, VMware Mirage è in EOL dal Giugno 2018                                                                             | [ 24 ]                      |
| 2012             | DynamicOps                          | | [ 25 ] [ 26 ]               |
| 2012             | Nicira                              | Acquisita per 1,2 miliardi di dollari, Nicira è alla base della soluzione software defined networking VMware NSX                                                                                           | [ 27 ] [ 28 ] [ 29 ] [ 30 ] |
| 2013             | Virsto                              | | [ 31 ] [ 32 ] [ 33 ]        |
| 2013             | Desktone                            | | [ 34 ] [ 35 ]               |
| 2014             | AirWatch and Wandering WiFi         | Azienda specializzata in soluzioni per la gestione dei dispositivi mobili | [ 36 ] [ 37 ] [ 38 ]        |
| 2014             | ThirdSky                            | ITIL/ITSM Consulting. | [ 39 ]                      |
| 2014             | CloudVolumes (formerly SnapVolumes) | | [ 40 ] [ 41 ]               |
| 2014             | Continuent                          | | [ 42 ]                      |
| 2017             | Wavefront                           | | [ 43 ] [ 44 ] [ 45 ]        |
| 2017             | Apteligent                          | Mobile application performance and engagement insights. | [ 46 ]                      |
| 2017             | VeloCloud Networks                  | Azienda specializzata nelle soluzioni SD-WAN | [ 47 ]                      |
| 2018             | CloudCoreo                          | Cloud configuration-management | [ 48 ]                      |
| 2018             | E8 Security                         | | [ 49 ]                      |
| 2018             | Bracket Computing                   | | [ 50 ]                      |
| 2018             | CloudHealth Technologies            | Azienda specializzata nelle soluzioni di management di infrastrutture cloud | [ 51 ]                      |
| 2018             | Heptio                              | Kubernetes Software and Services. | [ 52 ]                      |
| 2019             | Aetherpal                           | Soluzione per il supporto remoto dei dispositivi degli utenti finali (Apple, Android, Windows, Chrome) | [ 53 ]                      |
| 2019             | Bitnami                             | | [ 54 ]                      |
| 2019             | Avi Networks                        | | [ 55 ]                      |
| 2019             | Bitfusion                           | | [ 56 ]                      |
| 2019             | Carbon Black                        | Azienda di cybersecurity specializzata nella sicurezza degli Endpoint con un nuovo modello di analisi che sfrutta i dati non filtrati raccolti sugli endpoint (Unfiltered Data) e gli analytics sul cloud. | [ 57 ]                      |

## Descrizione
Si occupa di sviluppare software per la realizzazione di macchine virtuali per sistemi X86. Attualmente l'azienda commercializza diverse tipologie di prodotti che vanno a soddisfare diverse esigenze in termini di virtualizzazione dei sistemi operativi.
I prodotti di fascia consumer come VMware Workstation e VMware Fusion, rispettivamente sviluppati per il mondo Microsoft/Linux e Apple OSX, vengono principalmente utilizzati per implementare piccoli ambienti virtuali al fine di utilizzare e/o provare diversi ambienti operativi pur mantenendo inalterato il sistema operativo host che ospita gli ambienti.
I prodotti di fascia enterprise come VMware vSphere (giunto alla versione 8.0) e VMware vCloud Director sono stati ingegnerizzati per creare vere e proprie server farm composte da diversi host VMware ESXi, il sistema operativo di VMware Inc che funge da hypervisor installabile Bare Metal sui server fisici. In particolare la suite WMware vCloud Director estende le funzionalità di VMware vSphere rendendo quest'ultimo una soluzione per la gestione di Virtual Datacenter con logiche Multi Tenant (ad es. per realizzare private cloud).
Questa fascia di prodotti ha di fatto gettato le fondamenta per la creazione di Virtual Datacenter nati per l'erogazione di servizio Public Cloud con particolare riferimento alle offerte IaaS.